# Euxoa haloeremialis
Euxoa haloeremialis är en fjärilsart som beskrevs av Zoltan Varga 1979. Euxoa haloeremialis ingår i släktet Euxoa och familjen nattflyn. Inga underarter finns listade i Catalogue of Life.